# Іткуїль
Іткуїль (англ. Ithkuil, самоназва Iţkuîl, МФА: [ɪθˈkʊ.il]) — штучна мова, що відрізняється особливою складністю граматики, великою кількістю фонем та оригінальною графічною системою письма.
Автор мови Джон Кіхада позиціює іткуїль як сполучення апріорної філософської та логічної мов, з метою дати можливість чітко і коротко висловлювати глибоку людську думку, переважно на основі людського принципу категоризації (наприклад, речення «Tram-mļöi hhâsmařpţuktôx» можна перекласти як «Навпаки, я думаю, що може виявитися, що цей суворий гірський хребет колись згасає»). Іншим принципом мови є мінімальна кількість семантичних двозначностей, поширених у людських мовах.
Багато прикладів з основного граматичного довідника демонструють, що часто повне речення чи словосполучення можна виразити в іткуїлі меншою кількістю звуків чи морфем, ніж у природних мовах. Джон Кіхада розглядає іткуїль як заскладну та занадто систематичну й правильну ідею, супроти тих, що утворюються природно, і разом з тим придатну для спілкування. Наразі невідомо про жодну людину (включаючи Кіхаду), що володіла б іткуїлем вільно.
2008 року мову було нагороджено «Премією посмішки» (англ. Smiley Award).
У 2023 Джон Кіхада почав роботу над Новим Іткуїлем, або Іткуїль IV, версією Іткуїля зі спрощеною фонологією та морфологією.